# Siti Sarah
Siti Sarah Raisuddin (ur. 15 września 1984 w Ipoh, zm. 9 sierpnia 2021 w Kuala Lumpur) – malezyjska piosenkarka.
Wygrała konkurs Bintang URTV 2001. Na początku 2002 r. podpisała kontrakt z NAR Records. W tym samym roku wydała swój debiutancki album pt. Sarah. Niedługo potem otrzymała szereg nagród, m.in. Anugerah Industri Muzik (AIM) w kategoriach: najlepszy nowy artysta, najlepszy album popowy, najlepszy album, a także Anugerah Planet Muzik (APM) w kategorii najlepsza nowa artystka.
Zmarła w 2021 r. na COVID-19.

## Dyskografia
Albumy studyjne
1. Sarah (2002)
2. Mimpi Pun Sama (2003)
3. Tiada Dikau Tiada Makna (2005)

Kompilacje
1. Suatu Perjalanan (2008)